# 傑森·湯普森 (演員)
傑森·克雷格·湯普森（英語：Jason Craig Thompson，1976年11月20日—），加拿大演員。他在2005年加入美國肥皂劇大醫院的演出，並且在劇中飾演Dr. Patrick Drake角色。湯普森自18歲時就開始演戲。他一直參與演出大醫院至2016年。